# Dzielnitz
Dzielnitz, polnisch Dzielnica, ist ein Ort in der Landgemeinde Czissek (Cisek) im Powiat Kędzierzyńsko-Kozielski der Woiwodschaft Opole (Oppeln) in Polen.

## Geographie
Dzielnitz liegt sieben Kilometer südlich von Czissek, 14 Kilometer südlich von Kędzierzyn-Koźle und 53 Kilometer südlich von Opole (Oppeln).

## Geschichte

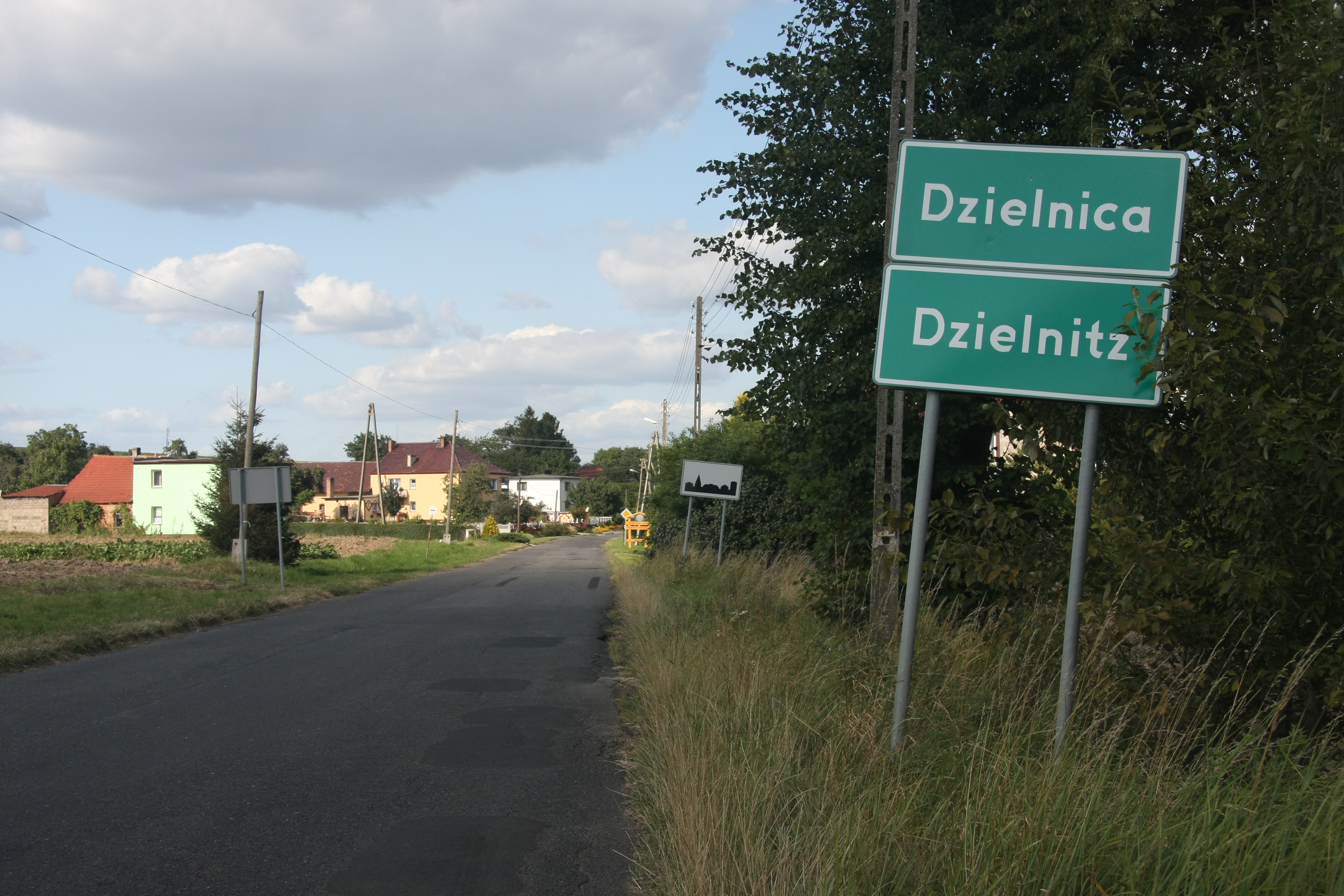
Ortstafel

Der Ort wurde 1228 erstmals urkundlich als Dzelnitz erwähnt. 1830 hatte der Ort 299 Einwohner und 1865 385 Einwohner.
Bei der Volksabstimmung am 20. März 1921 stimmten 148 Wahlberechtigte für einen Verbleib bei Deutschland und 164 für Polen. Dzielnitz verblieb aber mit dem gesamten Stimmkreis Cosel beim Deutschen Reich. 1936 wurde der Ort in Füllstein umbenannt. Bis 1945 befand sich der Ort im Landkreis Cosel.
1945 kam der bisher deutsche Ort unter polnische Verwaltung, wurde in Dzielnica umbenannt und der Woiwodschaft Schlesien angeschlossen. 1950 wurde Dzielnitz Teil der Woiwodschaft Oppeln und 1999 des wiedergegründeten Powiat Kędzierzyńsko-Kozielski. Am 11. Oktober 2007 erhielt der Ort zusätzlich den amtlichen deutschen Ortsnamen Dzielnitz, im September 2008 wurden zweisprachige Ortsschilder aufgestellt.
In der unmittelbaren Nähe dieser Ortschaft hat man im Jahre 2008 die älteste Verteidigungssiedlung in Polen entdeckt, die auf 2286–2038 v.Chr datiert wird. Deutsche Archäologen hatten in diesem Gebiet bereits in den 20er und 30er Jahren des vorigen Jahrhunderts gegraben. Diese Tätigkeiten wurden jedoch durch die Kriegsereignisse unterbrochen. Die Arbeiten wurden erst wieder im Jahre 2004 von Mitarbeitern des Instituts der Archäologie der Universität Wrocław unter der Leitung von Artur Rapiński und Mirosław Furmanek aufgenommen und im Jahre 2008 wurde diese sensationelle Entdeckung gemacht.

## Vereine
- Deutscher Freundschaftskreis
- Freiwillige Feuerwehr